# Stimuli et clavi
Stimuli et clavi (lat. „Spieße und Nägel“) ist der Titel einer Sammlung von 95 Thesen, die der lutherische Pastor Heinrich Hansen im Jahr 1917 veröffentlichte. Sie sind eine Kontrafaktur von Martin Luthers 95 Thesen, die dieser 400 Jahre zuvor veröffentlicht hatte, sowie der 95 Thesen von Claus Harms zum Reformationsjubiläum 1817. Hansens Thesen waren einer der Ursprünge der hochkirchlichen Bewegung im deutschen Protestantismus.

## Inhalt
Der Titel der Stimuli bezieht sich auf Koh 12,11 . Sie formulieren „das Anliegen einer reformatorischen Erneuerung der lutherischen Kirche“.
Besonders provokativ wirkten die folgenden der 95 Thesen:
1. Der Protestantismus hat keinen Grund, Jubiläen zu feiern, wohl aber, im Sack und in der Asche Buße zu tun.
2. Die im Jahre 1517 anhebende Reformationsbewegung hat Anregung gegeben zu manchem Guten, ist aber mehr noch Veranlassung geworden zu mancher Verschlechterung, oder mit andern Worten: sie hat einen Teufel ausgetrieben, aber dafür sieben ärgere eingelassen.[3]
3. Die Reformation kann mit Fug und Recht eine Deformation genannt werden, weil ihre gutgemeinten Bestrebungen zum größten Teil mißraten sind.
4. Eine Reformation der alten Kirche war damals notwendig, aber die geschehene ist verfehlt.
5. Die Signatur des jetzigen Protestantismus ist: Massenabfall und vereinzelte gläubige Kreise und Individuen; allgemeiner Unglaube und ein Rest von Gläubigen; allgemeiner Tod und einzelne Lebensfunken.
6. Der Individualismus und Subjektivismus, der zur Bildung unzähliger Sekten Veranlassung gegeben hat, ist als der Grundfehler und Hauptschaden des Protestantismus anzusehen.

In der Sakramentenlehre verteidigt Hansen das „katholische“ ex opere operato:
1. Der Satz: die Sakramente wirken, indem sie vollzogen werden, läßt sich verteidigen.
2. Es ist falsch zu sagen, daß der Glaube des Empfangenden den Sakramenten ihre Kraft verleiht; das ist nicht anders, als wenn man sagte, daß die Hand, welche eine dargebotene Gabe nimmt, diese Gabe schafft.

Ein besonderes Anliegen war für Hansen die niederdeutsche Sprache im Gottesdienst:
1. Es ist ein Abfall von den Grundprinzipien der Reformation, wenn in vielen Ländern Deutschlands das Evangelium in einer fremden Sprache, nämlich in der hochdeutschen statt der niederdeutschen, gepredigt wird.